# Salix ovatomicrophylla
Salix ovatomicrophylla là một loài thực vật có hoa trong họ Liễu. Loài này được K.S. Hao ex C.F. Fang & A.K. Skvortsov miêu tả khoa học đầu tiên năm 1998.